# Luís Nobre Guedes
Luís José de Mello e Nobre Guedes (ur. 3 września 1955 w Lizbonie) – portugalski polityk, prawnik i samorządowiec, działacz Centrum Demokratycznego i Społecznego – Partii Ludowej (CDS/PP), parlamentarzysta, w latach 2004–2005 minister ochrony środowiska i planowania przestrzennego.

## Życiorys
W 1976 ukończył studia prawnicze na Uniwersytecie Lizbońskim, w 1978 rozpoczął praktykę adwokacką. Był założycielem i partnerem kilku firm prawniczych.
Zaangażował się w działalność polityczną w ramach CDS/PP. Przewodniczył zgromadzeniu miejskiemu w Cascais, wchodził też w skład Najwyższej Rady Sądownictwa. W latach 1995–2002 wykonywał mandat deputowanego do Zgromadzenia Republiki VII i VIII kadencji z okręgu Lizbona. Od lipca 2004 do marca 2005 sprawował urząd ministra ochrony środowiska i planowania przestrzennego w gabinecie Pedra Santany Lopesa.
Po wycofaniu się z bieżącej polityki powrócił do aktywnej praktyki prawniczej. Został partnerem oddziału firmy Andersen Tax & Legal w Portugalii.